# ويلارد براون
ويلارد براون (بالإنجليزية: Willard Brown)‏ هو لاعب كرة قاعدة أمريكي، ولد في 26 يونيو 1915 في شريفبورت في الولايات المتحدة، وتوفي في 4 أغسطس 1996 في هيوستن في الولايات المتحدة.

## وصلات خارجية
- ويلارد براون على موقعبيزبول رفرنس.كوم (الدوري الرئيسي) (الإنجليزية)
- ويلارد براون على موقع قاعة مشاهير كرة القاعدة (الإنجليزية)
- ويلارد براون على موقع قاعة لويزيانا للمشاهير الرياضية (الإنجليزية)